# Mononucleotídeo de nicotinamida
O mononucleotídeo de nicotinamida ("NMN" e "'β-NMN") é um nucleotídeo derivado de ribose e nicotinamida. Assim como o ribosídeo de nicotinamida, o NMN é derivado niacina, e os humanos possuem enzimas que podem usar o NMN para gerar o dinucleotídeo de nicotinamida adenina (NADH). Em camundongos, foi proposto que o NMN entra nas células através do intestino delgado em 10 minutos, convertendo-se em NAD+ através do transportador Slc12a8.